# Trigonotis vestita
Trigonotis vestita là loài thực vật có hoa trong họ Mồ hôi. Loài này được (Hemsl.) I.M. Johnst. miêu tả khoa học đầu tiên năm 1925.